# Бердяш (приток Большого Ика)
Бердя́ш (баш. Бирҙәш) — река в России, протекает по территории Зилаирского района Башкортостана. Устье реки находится в 277 км по левому берегу Большого Ика. Длина реки составляет 30 км, площадь водосборного бассейна 182 км².

## Данные водного реестра
По данным государственного водного реестра России относится к Уральскому бассейновому округу, водохозяйственный участок реки — Большой Ик. Речной бассейн реки — Урал (российская часть бассейна).
Код объекта в государственном водном реестре — 12010000612112200005743.